# Magdalena Contreras
Magdalena Contreras là một đô thị thuộc bang Distrito Federal, México. Năm 2005, dân số của đô thị này là 228927 người.